# Pozuelo de Zarzón (kommunhuvudort)
Pozuelo de Zarzón är en kommunhuvudort i Spanien.   Den ligger i provinsen Provincia de Cáceres och regionen Extremadura, i den centrala delen av landet, 230 km väster om huvudstaden Madrid. Pozuelo de Zarzón ligger 468 meter över havet och antalet invånare är 598.
Terrängen runt Pozuelo de Zarzón är platt åt sydväst, men åt nordost är den kuperad. Runt Pozuelo de Zarzón är det ganska tätbefolkat, med 54 invånare per kvadratkilometer. Närmaste större samhälle är Montehermoso, 8,6 km sydost om Pozuelo de Zarzón. Omgivningarna runt Pozuelo de Zarzón är huvudsakligen savann.